# اوتوکیچی
اوتوکیچی ((به ژاپنی: 音吉 یا 乙吉 Otokichi)؛ 1818 – ۱ ژانویهٔ ۱۸۶۷) ملوان، و مترجم اهل ژاپن بود.